# The Best of Platinum
The best of platinum è il primo greatest hits di Max Gazzè, pubblicato nel 2007.

## Tracce
1. Gli Anni Senza Un Dio
2. Cara Valentina
3. La Favola Di Adamo Ed Eva
4. Vento D'Estate
5. L'Amore Pensato
6. Una Musica Può Fare
7. Colloquium Vitae (feat. Mao) (Single Version)
8. L'Uomo Più Furbo
9. Il Timido Ubriaco
10. Poeta Minore
11. Non Era Previsto
12. Questo Forte Silenzio
13. Il Motore Degli Eventi
14. Annina
15. La Nostra Vita Nuova (Album Version)
16. Splendere Ogni Giorno Il Sole
17. Chançon Idiomatique
18. Sexy